# Santa María (Petín)
Santa María es un lugar situado en la parroquia de Santa María de Mones, del municipio español de Petín, en la provincia de Orense, Galicia.

## Demografía
| Gráfica de evolución demográfica de Santa María entre 2000 y 2023 |
|                                                                   |
| Datos según el nomenclátor publicado por el INE.                  |